# Maria Danuta Bratek-Wiewiórowska
Maria Danuta Bratek-Wiewiórowska (ur. 23 stycznia 1927, zm. 16 października 2006) – polska chemik, profesor Instytutu Chemii Bioorganicznej PAN, gdzie kierowała Pracownią Inżynierii Krystalicznej Biomolekuł. Specjalizowała się w chemii organicznej i bioorganicznej.

## Życiorys
W 1952 r. ukończyła studia chemiczne na Uniwersytecie Poznańskim (obecnie UAM). Rozprawę doktorską pt. Z badań nad alkaloidami łubinowymi przygotowała pod kierunkiem swojego przyszłego męża, prof. Macieja Wiewiórowskiego i obroniła w 1958 r. na Wydziale Matematyki, Fizyki i Chemii UAM. Stopień doktora habilitowanego nauk chemicznych uzyskała w 1978 r. w Instytucie Chemii Organicznej PAN na podstawie pracy pt. Dalsze badania nad chemią i strukturą angustifoliny. Po habilitacji wraz z mężem badała aminy biogenne i ich oddziaływania ze elementami składowymi kwasów nukleinowych. Zajmowała się też wiązaniami wodorowymi, m.in. w kwasach nukleinowych. W 1992 r. nadano jej tytuł profesora nauk chemicznych.